# Reflection (album de Fifth Harmony)
Pour les articles homonymes, voir Reflection.
 (août 2017).
Si vous disposez d'ouvrages ou d'articles de référence ou si vous connaissez des sites web de qualité traitant du thème abordé ici, merci de compléter l'article en donnant les références utiles à sa vérifiabilité et en les liant à la section « Notes et références ».
 (novembre 2018).
Reflection est le premier album du girl group américain Fifth Harmony.

## Description
Il a été publié le 30 janvier 2015 par Syco Music et Epic Records. Lyriquement, l'album traite des thèmes de l'émancipation féminine, de la romance, le chagrin, et de la confiance en soi. Se décrivant comme un album pop, tout en présentant de la synthpop, du hip hop et du r&b. L'album propose des apparitions des rappeurs américains Kid Ink et Tyga, ainsi que la chanteuse-compositrice américaine Meghan Trainor, qui a pu avoir des collaborations avec plusieurs producteurs tels que DJ Snake, Ori Kaplan, Dr. Luke, Tchami et Stargate. L'album a reçu des critiques généralement positives par les critiques de musique contemporaine et il a été classé parmi les meilleurs albums de 2015 par plusieurs magazines, dont Spin, Rolling Stone et Complex.
Sur le plan commercial, l'album est entré au numéro cinq dans le Billboard 200, ce qui a fait gagner au groupe son premier top cinq aux États-Unis avec 80 000 unités équivalentes (dont 62 000 proviennent des ventes d'albums traditionnels). L'album est entré dans le top vingt au Royaume-Uni, après avoir culminé au numéro 18 et figuré parmi les dix premiers albums dans des pays comme le Canada, la Nouvelle-Zélande et l'Espagne. Ailleurs, l'album s'est placé dans le top trente dans dix autres pays. Pour promouvoir davantage l'album, le groupe a lancé sa première tournée en tête d'affiche, le Reflection Tour, en visitant les États-Unis, le Canada, le Mexique et l'Europe.
L'album a été soutenu par trois singles: son single principal, Boss, sorti le 7 juillet 2014, suivi de Sledgehammer qui a débuté le 28 octobre 2014 et le troisième et dernier single Worth It avec Kid Ink qui a été publié le 3 mars 2015. Les trois singles se sont placés dans le top cinquante du Billboard Hot 100, atteignant respectivement un score de 43, 40 et 12. Worth It est devenu le single le plus réussi de l'album, figurant dans le top dix de treize pays. Boss et Sledgehammer ont obtenu une certification platine aux États-Unis, tandis que Worth It a obtenu un triple platine dans le pays. En février 2016, Reflection a été certifiée disque d'or par le Recording Industry Association of America pour la vente combinée, la diffusion et le suivi d'unités équivalentes de 500 000. En février 2016, l'album a vendu 155 000 exemplaires purs aux États-Unis.

## Contexte et publication
Après avoir terminé en troisième place dans la deuxième saison de The X Factor et en lançant leur premier EP intitulé Better Together, Fifth Harmony a annoncé qu'elles sortiraient un album complet au printemps 2014. Au cours des étapes de vote pour les MTV Video Music Awards de 2014, ou Fifth Harmony a été nommé dans la catégorie Artist to Watch, les fans ont été invités à voter pour le groupe un certain nombre de fois pour aider à débloquer la couverture de l'album. Le titre et la couverture de l'album ont été dévoilés sur le site officiel de Fifth Harmony le 12 août 2014. Après avoir reçu des commentaires négatifs des fans, le groupe a révélé une nouvelle couverture pour l'album le 23 août 2014. La date de sortie de l'album a été retardée plusieurs fois au cours du dernier quart de 2014 et au début de 2015. L'album a finalement été publiée le 3 février 2015 aux États-Unis.

## Enregistrement et développement
Lors d'un interview avec Billboard, Fifth Harmony a déclaré que l'album aurait un son plus mature : « Nous avons commencé à enregistrer et à entrer dans le processus, nous avons changé un peu de voie et avons fait un son plus mature, car évidemment nous grandissons aussi ». Lauren Jauregui a également déclaré à Billboard lors d'une interview que l'enregistrement de l'album devrait débuter en avril 2014 et a précisé que le son de l'album serait moins pop que son précédent travail sur Better Together.
Dans la production de l'album, le groupe a travaillé avec divers collaborateurs. Le duo de production norvégien Stargate a écrit et co-produit la chanson Worth It avec le musicien Ori Kaplan qui a également contribué à l’exécution du saxophone. Il a été enregistré dans trois studios différents: Westlake Recording Studios à Los Angeles et Windmark Recording Studio à Santa Monica dans l'état ou en Californie, The Hide Out Studios situé à Londres. La chanson a été mixée par Jaycen Joshua avec l'aide de Ryan Kaul et Maddox Chhim chez Larrabee Sound Studios North Hollywood, également situé en Californie.[réf. souhaitée]
Le producteur Dr. Luke a contribué à la chanson This Is How We Roll avec Cirkut qui a été enregistrée à Conway Recording Studios à Hollywood et Luke's In The Boo à Malibu, tous deux situés en Californie. La chanson a été mixée par Serban Ghenea chez MixStar Studios. Le groupe a également travaillé avec Tommy Brown qui a recréé un son R&B des années 1990 dans la chanson Everlasting Love avec Travis Sayles et a également produit la chanson We Know,. Le chanteuse-compositrice-interprète, Victoria Monét, a écrit et produit les chants du groupe dans les deux chansons et a également traité la coproduction de la chanson intitulé Them Girls Be Like produite par T-Collar avec une production supplémentaire de Monét. Everlasting Love, Reflection, Them Girls Be Like et We Know ont été enregistrées chez Vietnam Studios
Le single principale de l'album, Boss a été écrit par Eric Frederic, Joe Spargur, Daniel Kyriakides, Gamal Lewis, Jacob Kasher et Taylor Parks, et a été produit par Ricky Reed avec Joe London et Daylight. Il a été enregistré au Venice Studios à Venise, Los Angeles et The Record Plant (également à Los Angeles). La chanteuse Meghan Trainor a contribué avec sa voix dans la chanson Brave Honest Beautiful et à coécrit pour Sledgehammer et Suga Mama. Chris Flict Appari (crédité comme Flict) a traité la production pour les trois chansons. Les trois chansons ont également été enregistrées chez Windmark Recording Studios.[réf. souhaitée]

## Composition

### Musique et paroles
Musicalement, Reflection explore une variété de genres musicaux. Comme l'a noté Matt Collar, d'AllMusic, l'album s'étend « de la musique de danse infusée électronique à la synthèse, du hip hop rythmiquement au R&B rétro-90 ». Jason Lipshutz, de Billboard, a également noté la diversité présente dans la production de l'album, en faisant remarquer que le groupe montre « qu'elles sont capables de  synthétiser pop, hip hop, et r&b » et ajoute que « l'album est clairement redevable aux groupes de filles des années 1990 ». Les chansons partagent une production et une instrumentation similaires ; par exemple, les cornes peuvent être entendues comme instrument présent dans le crochet de la première chanson Top Down,, qui sont également introduites dans la deuxième chanson Boss, servant de support instrumental pendant la chanson et faire une apparition sur la troisième chanson Worth It.
Les paroles explorent les thèmes du féminisme et surtout l'autonomisation des femmes,. Meaghan Garvey, de Pitchfork, a décrit l'album comme « un album fun, pop féministe, qui est simultanément sage au-delà de ses années et rafraichissant selon l'âge - et incarne sans effort les idéaux saisis par la puce de la puce, une nuance perspective qui ne peut provenir que de l'expérience vécue ».
Plusieurs critiques ont noté l'influence de la chanteuse Beyoncé dans l'album comparant l'album à ses chansons,,,,. Au cours de la chanson Them Girls Be Like, la membre Lauren Jauregui chante : « Avez vous déjà publié vos photos sans filtre, Hashtag, je me suis réveillée comme ça aussi » dans une référence claire à la chanson de Beyoncé Flawless,. L'éditeur Dawn Richard, du New York Times, a écrit que Them Girls Be Like et Boss sont un « hommage respectable à Beyoncé ». La chanson Brave, Honest, Beautiful contient une partie de Bootylicious de Destiny's Child, co-écrit par Beyoncé. Le groupe a également fait l'éloge de la chanteuse Mariah Carey sur la chanson intitulé Like Mariah, produite par J.R. Rotem et échantillonne le crochet présent sur le single de 1995 de Carey Always Be My Baby.

### Chansons et contenu lyrique
L'album s'ouvre avec des synthés qui sont introduits dans la première chanson Top Down. Parmi les pressions de doigts, elle présente des battements chancelants et un riff de cornet dans le crochet que les critiques comparent à Problem d'Ariana Grande. Dans le chœur de la chanson, le groupe chante Blaze it up we'll be cruisin, with the Top Down/Rev up the engine we'll be crusin' watch it go down/Get in my truck and I'll be ridin' with my Top Down. Brennan Carlet de Spin l'a décrit comme « un hymne inconscient et sale sur le fait de s’asseoir dans une voiture ». Pendant le crochet, l'expression ville électrique est répétée plusieurs fois. La production de la chanson inspirée du hip hop a également été comparé à Fancy par la rappeuse Iggy Azalea avec Charlie XCX.
La deuxième chanson Boss comporte des trompettes, de claquements de mains et de basses lourdes, créant un son rythmique et militariste. Les paroles contiennent plusieurs références culturelles, par exemple, le premier verset de la chanson parle du mouvement de danse hip hop Nae Nae : Everyday is payday, swipe my card, then I do the nae na., tandis que dans la seconde ligne cite clairement les rappeurs Kanye West et Ray J. Pendant le chœur, le groupe a également félicité les icônes féminines Michelle Obama et Oprah Winfrey. La chanson a reçu des comparaisons avec Independent Women de Destiny's Child. Christina Garibaldi de MTV a commenté le groupe en disant qu'elles « chantaient fièrement sur le fait qu'elles n'ont pas besoin d'un homme car ils promettent allégeance à mes filles indépendantes ici ». Dans une interview accordée à Garibaldi, le groupe a déclaré que « l'intégralité de cette chanson est pour les filles qui ont l'âge d'être active et d'avoir confiance en soi, car à ce moment-là, l'insécurité est un phénomène courant. Donc quand vous écoutez cette chanson, vous vous sentez sexy et vous vous sentez bien ». La chanson suivante, Sledgehammer est une synthpop inspirée des années 1980. Elle comporte des battements EDM et des synthés lourds. Lyriquement, la chanson utilise Sledgehammer comme métaphore pour exprimer les effets physiques causés par l'amour.
La quatrième chanson Worth It présente une apparition de Kid Ink. La chanson est écrite dans la perspective d'une femme qui dit à un homme qu'elle est Worth It, impliquant une connotation sexuelle. Cependant, comme d'autres chansons présentées dans Reflection, Worth It pourrait également être interprété comme une chanson féministe, ou Jeff Benjamin de Fuse élargit cette notion en déclarant que la chanson peut inspirer « les jeunes filles à vraiment croire qu'elles en valent la peine et qu'elles peuvent posséder le Wall Street ou n'importe quel autre endroit sur lequel elles ont jeté leur dévolu ». Son instrumentation comprend des échantillons de cornes, des synthétiseurs de transe et une machine à tambours. Les critiques ont comparé la chanson à Talk Dirty de Jason Derulo (également produite par l'équipe de production norvégienne Stragate et le musicien Ori Kaplan) pour l'utilisation similaire de la corne présente dans la production.
La chanson produite par Dr Luke, This Is How We Roll est une fusion de pop rock et de musique de danse électronique, avec le chœur entrainé par des accords de guitare qui tombent au cours de chaque crochet influencé par de l'EDM. Brennan Carley de Spin, a noté que le son est similaire à Scream & Shout de Will.i.am et Britney Spears, principalement pendant la rupture de la chanson. La sixième chanson, Everlasting Love, est influencée par le R&B des années 1990. Le groupe chante sur des notes de piano et des percussions. La piste suivante Like Mariah échantillonne Always Be My Baby de Mariah Carey. Elle dispose de chants du rappeur Tyga. Le groupe chante le chœur : Your loving takes me higher/You set my heart on fire/When you touch my body/Got me singing like avec le crochet de Carey qui s'harmonise. Jason Lipshutz de Billboard a commenté que dans la chanson, « Fifth Harmony tire admirablement l'ambiance ensoleillé du R&B et les falsetto de l'icone de pop sont honorés dans la chanson ».
Them Girls Be Like présente également des références culturelles dans ses paroles, commenté par Jason Lipshutz de Billboard qui a écrit : « comme Boss la chanson retombe sur l'assurance de soi, cette fois battant les rivaux au lieu de mâcher les hommes. Les paroles millénaire sont une explosion absolue à nager ». Pendant la chanson, le groupe chante : We ain't like them girls that do too much/If you thirsty, you can't sit with us.. Le verset se réfère directement au film Mean Girls. Dans le pont, la membre Lauren Jauregui chante : Do you ever post your pics with no filter dans une référence claire au mouvement #Nofilter. L'éditeur de Time Jamieson Cox, a noté que dans la chanson, le groupe « favorise une image corporelle positive ». Musicalement, la chanson est fortement influencée par la musique des Caraïbes.
La chanson Reflection est un numéro de hip hop, avec un chœur influencé par un piège, ou le membre Normani Kordei chante : You'd be rich if looking good was your profession/Think I'm in love, 'cause you so sexy/Boy, I ain't talkin' about you, I'm talking to my own reflection. Meaghan Garvey de Pitchfolk a commenté que la chanson est une « célébration de l'amour de soi sans la sombreur et la pédanterie qui vient souvent avec le sujet, ronronnant des coquins flirty à leurs propres images miroir et réfutant bruyamment l'idée que les femmes s'habillent pour l'approbation masculine ». Suga Mama a été décrite par les critiques comme une mise à jour de No Scrubs par le groupe R&B TLC. Jamieson Cox de Time a déclaré que dans la chanson, « elles sont affectueuses mais ne veulent pas financer leurs  modes de vies somptueux de leurs novices morts ».
La onzième chanson We Know est une chanson dépouillée par rapport au reste de l'album et commence par Normani Kordei en chantant le premier verset suivi de Camila Cabello. Jauregui interprète le pré-chœur accompagné d'une simple mélodie de piano, Dinah Jane, alors chante le crochet avec le deuxième verset chanté par Ally Brooke. Garvey de Pitchfork a loué la division vocale dans la chanson en disant qu'elle « sert de vitrine la plus impressionnante de l'album des talents solo de chaque membre ». La chanson contient une interpolation de A Dream de DeBarge.
Sur la première chanson bonus de la version de luxe de l'album, Going Nowhere est une numéro de musique de danse électronique. Pendant la chanson, le groupe chante avec un synthé de synthèse et des crochets synthétisés. Body Rock contient une interpolation de (I've Had) The Time of My Life interprétée par Bill Medley et Jennifer Warnes. La chanson a l'un des temps les plus rapides de l'album. Elle présente une mélodie synthétisée et des sirènes autour. L'édition de luxe se termine par Brave, Honest, Beautiful avec Meghan Trainor. Également exploré dans les chansons précédentes. Le chœur a loué plusieurs chanteuses comme Beyoncé, Shakira, Rihanna et Madonna. Les paroles sont complétées par un battement de danse modéré. Sur le plan lyrique, elle exprime un message d'habilitation féminin et d'image corporelle positive.

## Singles
- Boss est sorti en tant que single principal de l'album le 7 juillet 2014, avec la vidéo musicale publiée un jour plus tard sur Vevo[22],[23]. La chanson a fait ses débuts au numéro 43 dans le Billboard Hot 100, avec des ventes de 75 000 exemplaires[24] lors de la première semaine, numéro 37 dans le classement général du Top 40 et au numéro 75 dans le Canadian Hot 100[25]. Elle a atteint le top 40 dans des pays comme l'Espagne et le Royaume-Uni[26],[27]. Elle a été certifiée platine aux États-Unis. La vidéo musicale qui accompagne la chanson, a été chorégraphiée et dirigée par Fatima Robinson, et a été diffusée sur la page Vevo du groupe qui a montré le groupe se produisant sur des chaises et faisant une séance photo et un concours de bras de fer[28].
- Sledgehammer est sorti comme deuxième single de l'album le 28 octobre 2014. Sa vidéo musicale a été diffusée le 25 novembre 2014 sur Vevo[29]. Sledgehammer a débuté dans le Top 40 Mainstream au numéro 48 et a culminé au 21e rang le 25 décembre 2014, devenant la plus haute position du groupe dans ce classement et dépassant leur premier single Miss Movin' On[30]. La chanson a duré trois semaines non consécutives à son apogée. Le 4 décembre 2014, la chanson a débuté au numéro 93 dans le Billboard Hot 100. Elle a atteint la 40e place lors de sa cinquième semaine dans le classement avec des ventes de 85 000 à la semaine, marquant les meilleures ventes de Fifth Harmony ainsi que leur meilleur classement en entrée simple et premier top 40[31]. Avec "Boss", la chanson a été certifiée platine aux États-Unis.
- Worth It avec Kid Ink, a été envoyé à la radio aux États-Unis, en tant que troisième et dernier single de l'album, le 3 mars 2015[32]. Sur le classement daté du 7 février 2015, la chanson a débuté dans le Billboard Hot 100 au numéro 82[33]. Le 28 juillet 2015, la chanson a atteint le numéro 12 lors de sa vingt-troisième semaine dans le classement[34]. C'était la plus haute chanson dans le classement du groupe à l'époque, mais a été dépassé par leur single Work from Home' en 2016, qui a culminé au numéro 4[35]. La chanson a également fait ses débuts au numéro 37 dans le classement Top 40 Mainstream[36]. Elle a atteint la 4e place, devenant ainsi la première chanson du top dix dans le classement[37]. Worth It est également devenu la première chanson du groupe à débuter dans le classement rythmique. La chanson a été certifiée triple platine et est devenue l'une des chansons certifiées multi-platine en 2015 aux États-Unis[38]. Ailleurs, la chanson a culminé au numéro 1 en Israël, au Liban et au Mexique, au numéro 3 en Écosse, ainsi que dans le top 20 en Australie, au Canada, en Belgique, en Corée du Sud, en Slovaquie, en Allemagne et en France, devenant la plus grande chanson du groupe au monde.

## Promotion
Après avoir publié Boss, le groupe a publié une autre chanson de l'album We Know, lors des sessions pour Idolator et Billboard,. Elles ont joué plusieurs chansons de l'album avant sa sortie lors du Live on Tour d'Austin Mahone à l'été 2014. Les nouvelles chansons interprétées incluent Reflection, We Know (précédemment publié lors d'une session pour Billboard) et Going Nowhere. Fifth Harmony a annoncé une tournée en tête de liste de 23 jours, The Reflection Tour, commençant le 27 février 2015. Les actes d'ouvertures comprenaient Jacob Whitesides, Jasmine V et Mahogany Lox.
Lors de la sortie de Reflection, MTV a diffusé le 6 février 2015, le Fifth Harmony Album Release Party présenté par CoverGirl, au Webster Hall de New York, ou le groupe a pris la voie à une performance privée, qui a été filmée par les fans présents et transformé en une vidéo musicale, suivie d'un interview. Fifth Harmony est apparue comme invité sur Big Morning Buzz Live de la VH1 pendant toute la semaine du 16 février 2015, faisant des interviews et performant dans l'émission.

## Réception critique
Reflection a reçu des critiques positives pour la plupart des critiques de musique et a fini dans de nombreuses listes de milieu et fin d'année. En écrivant pour Time, Jamieson Cox déclare dans un bilan positif que le groupe est « agile et comprend intuitivement comment ses différences de textures et de portée vocales peuvent avoir un impact sur leurs chansons en introduisant une surprise et une tension ». Il continue de dire que « Reflection est certainement agréable à un niveau purement musical, mais la perspective et la positivité de Fifth Harmony sont souvent encore plus excitante ». Matt Collar, de AllMusic, a donné à l'album quatre étoiles sur cinq disant que « c'est une production fictive mettant en valeur l'approche multi-voix du groupe pour le r&b contemporain ». Il note la diversité des genres musicaux, « de la musique de danse électronique, du hip-hop, au r&b rétro des années 1990 », bien qu'il ajoute que « c'est un produit pop savoureux du moment ». Rick Fiorino, de Artistdirect, a donné à l'album cinq sur cinq, en disant que chaque chanson est « massive » et qu'il a le potentiel d'être « mis à la radio pour les années à venir ». Il ajoute également comment chacune des « voix dynamiques » du groupe se fond dans une « côte de roulement pop focalisée ». Fiorino met fin à son examen en disant que Reflection établit le groupe comme « la plus grande puissance de la musique du XXIe siècle ».
Brittany Spanos, de Rolling Stone, a donné à l'album trois étoiles et demi sur cinq, appelant les paroles « infectieuses » et la chanson Like Mariah un hors concours. Jason Lipshutz, de Billboard, a donné à l'album quatre étoiles sur cinq disant que « la plupart des chansons fonctionnent ». Il ajoute que le groupe montre « qu'il est capable de synthétiser la pop, le hip hop et le r&b, ce dernier étant clairement redevable aux groupes de filles des années 1990 ». Lipshutz compare également le message du groupe à Rihanna, Nicki Minaj et Katy Perry, notant que « la moitié arrière de Reflection est essentiellement une constitution de malédictions, avec les 5H en dames effleurant les mecs paresseux dans Suga Mama, joueurs de jeu sur We Know et le vol avant le combat dans Going Nowhere ». En écrivant pour Spin, Brennan Carley donne une note de sept sur dix, appelant l'album « cohérent et moderne », et « amusement auto-conscient ». Il met en évidence le travail de Meghan Trainor en disant que « son bonheur à écrire des chansons et l'autonomisation des femmes fournissent les pics les plus élevés de Reflection ». Glenn Gamboa, de Newsday, donne à l'album une note de B (le plus haut étant A+), soulignant comme la chanson Brave, Honest, Beautiful pourrait être un « hymne pour le groupe ». Il complète également le temps prolongé que l'album a pris pour être finis, car cela a permis au groupe « le temps de croître » et « beaucoup de ressources ». Gamboa termine sa critique en imaginant les nombreuses références d'icônes de culture pop dans l'album et comment le groupe offre une « marque particulière de pouvoir multiculturel féminin ».
En écriture pour Idolator, Christina Lee donne à l'album trois étoiles et demie sur cinq, disant que Fifth Harmony « clouent toutes les chansons avec une précision absolue, comme si ses membres se connaissaient depuis beaucoup plus longtemps que trois ans ». Elle a également prédit que le groupe est « obligé de passer à la prochaine ronde dans ce jeu pop », avec un single no 1. Rebecca Mattina, d'Andpop, a donné à l'album trois et une demi étoile sur cinq disant que « les paroles sont amusantes, fortes et pleine de braverie, et leurs voix sont toujours au point. Si elles peuvent vraiment affiner leur son, il ne faudra pas longtemps avant qu'elles dominent les classements ». Elle note que Boss pourrait être l'une des meilleures chansons d'autonomisation féminine depuis les Independent Women des Destiny's Child et appelle les paroles de Brave, Honest, Beautiful l'un des plus puissants du groupe.
| Notes professionnelles | Notes professionnelles |
| ---------------------- | ---------------------- |
| Les scores cumulés     |                        |
| Source                 | Notation               |
| Metacritic             | 78/100                 |
| Revue des notes        |                        |
| Source                 | Notation               |
| AllMusic               | ★★★★☆                  |
| Billboard              | ★★★★☆                  |
| The New York Times     | 8/10                   |
| Pitchfork              | 7.2/10                 |
| Rolling Stone          | ★★★★☆                  |
| Spin                   | 7/10                   |

### Listes des fin d'année
| Critique/Publication | Liste                                             | Rang        | Ref.   |
| -------------------- | ------------------------------------------------- | ----------- | ------ |
| AllMusic             | Les meilleurs albums pop de 2015                  | Pas d'ordre | [ 56 ] |
| Complex              | Meilleurs albums de 2015                          | 39          | [ 57 ] |
| Fact                 | Les 50 meilleurs albums de 2015                   | 34          | [ 58 ] |
| Fuse                 | Les 20 meilleurs albums pop de 2015               | 5           | [ 59 ] |
| Rolling Stone        | 20 meilleurs albums pop de 2015                   | 9           | [ 60 ] |
| Spin                 | Les 25 meilleurs albums pop de 2015               | 12          | [ 61 ] |
| Spin                 | Les 25 meilleurs albums de Brennan Carley de 2015 | 3           | [ 62 ] |

## Performance commerciale
L'album a fait ses débuts au cinquième rang dans le Billboard 200 avec 80 000 unités d'album équivalentes (dont 62 000 proviennent des ventes d'albums pur), devenant leur deuxième sortie à faire ses débuts dans le top 10 depuis leur EP, Better Together. Il fait une performance stable se plaçant dans le top 50 à sa sortie et finis à la 48e place en fin d'année. Le 1er février 2016, l'album a été certifié or aux États-Unis pour des ventes combinées et des unités équivalentes en streaming de 500 000 unités, après que le Recording Industry Association of America a introduit des flux dans leurs critères de certification. En date du 17 février 2016, l'album a vendu 155 000 exemplaires physiques aux États-Unis.
En dehors des États-Unis, Reflection a fait une apparition au Canada, ou il s'est placé au numéro huit, devenant la première entrée dans le top dix du groupe ainsi que dans des pays comme le Brésil et la Nouvelle-Zélande. En Europe, l'album est entré dans le top vingt du Royaume-Uni et de l'Écosse, se plaçant respectivement 18 et 19. Il figure également dans le top trente de cinq autres pays. Reflection s'est placé au numéro 16 en Australie, donnant à Fifth Harmony leur deuxième entrée dans le top vingt en Océanie après la Nouvelle-Zélande. Ailleurs, l'album a fait des apparences dans le top trente de cinq autres pays.

## Liste des titres
Reflection - Édition standard
| Num. | Titre                   | Écrivain(s) | Producteur(s)                                       | Longueur |
| ---- | ----------------------- | --- | --------------------------------------------------- | -------- |
| 1.   | Top Down                | - Linnéa Deb ; Joy Deb ; Anton Malmberg Hård af Segerstad ; Maurice Simmonds                                                                      | L. Deb ; J. Deb ; Segerstad                         | 3:40     |
| 2.   | Boss                    | - Eric Frederic ; Joe Spargur ; Daniel Kyriakides ; Gamal Lewis ; Jacob Hindlin ; Taylor Parks                                                    | Frederic ; Spargur ; Daylight ; Parks[b]            | 2:51     |
| 3.   | Sledgehammer            | - Jonas Jeberg ; Meghan Trainor ; Sean Douglas | Jeberg ; Harvey Mason, Jr.[b]                       | 3:50     |
| 4.   | Worth It (avec Kid Ink) | - Priscilla Renea Hamilton ; Martin Bresso, Mikkel Storleer Eriksen ; Tor Erik Hermansen ; Ori Kaplan, William Grigahcine                         | Eriksen ; Hermansen ; Bresso; Kaplan; Grigahcine[a] | 3:44     |
| 5.   | This is How We Roll     | - Katherine Nestel ; Tinashe Sibanda ; Mike Molina ; Lukasz Gottwald ; Theron Thomas ;Henry Russell Walter                                        | Gottwald ; Walter ; Tommy Parker[b]                 | 4:32     |
| 6.   | Everlasting Love        | - Victoria Monét ; Shane Stevens | Thomas Lee Brown ; Travis Sayles Rotem ; Dupri      | 3:04     |
| 7.   | Like Mariah (avec Tyga) | - Jonathan Reuven Rotem ; Raja Kumari ; Justin Drew Tranter ; Michael Nguyen-Stevenson ; Mariah Carey ; Jermaine Dupri Mauldin ; Manuel Seal, Jr. | Rotem ; Dupri                                       | 3:28     |
| 8.   | Them Girls Be Like      | - James Abrahart ; Monét ; Tinashe Sibanda ; Emily Warren ; Britt Burton                                                                          | Sibanda ; Monét[b]                                  | 2:42     |
| 9.   | Reflection              | - Julian Bunetta ; Hindlin ; Monét | Monét[b]                                            | 3:08     |
| 10.  | Suga Mama               | - Trainor ; Chris Flict Aparri | Appari                                              | 3:39     |
| 11.  | We Know                 | - Monét ; Kyle Stewart II ; Etterlene DeBarge | Brown ; Monét                                       | 2:57     |
| 11.  | We Know                 | - Monét ; Kyle Stewart II ; Etterlene DeBarge | Longueur totale:                                    | 37:35    |

Reflection - Édition deluxe
| Num. | Titre                                        | Écrivain(s)                                                                                         | Producteur(s)                                          | Longueur |
| ---- | -------------------------------------------- | --------------------------------------------------------------------------------------------------- | ------------------------------------------------------ | -------- |
| 12.  | Going Nowhere                                | - Andre Merritt ; Breana Marin ; Hamilton ; Aparri                                                  | Flict ; Merritt[b] ; Marin[b] ; Hamilton[b] ; Parks[b] | 3:34     |
| 13.  | Body Rock                                    | - Harmony David Samuels ; Thomas; John DeNicola ; Donald Markowitz ; Franke Previte                 | Samuels, Grigahcine                                    | 4:03     |
| 14.  | Brave Honest Beautiful (avec Meghan Trainor) | - Trainor ; Beyoncé Knowles ; Kelendria Rowland ; Rob Fusari ; Falonte Moore ; Stephanie Lynn Nicks | Flict ; Trainor[b] ; Parks[b]                          | 3:28     |
| 14.  | Brave Honest Beautiful (avec Meghan Trainor) | - Trainor ; Beyoncé Knowles ; Kelendria Rowland ; Rob Fusari ; Falonte Moore ; Stephanie Lynn Nicks | Longueur totale:                                       | 48:40    |

Reflection - Google Play Exclusif
| Num. | Titre                                                 | Écrivain(s)                                                               | Producteur(s)                | Longueur |
| ---- | ----------------------------------------------------- | ------------------------------------------------------------------------- | ---------------------------- | -------- |
| 15.  | Im In Love with a Monster (pour Hôtel Transylvanie 2) | - Samuels ; Carmen Reece ; Sarah Mancuso ; Edgar Etienne ; Ericka Coulter |                              | 3:31     |
| 16.  | Worth It (Dame Esta Noche)                            | - Hamilton ; Eriksen ; Hermansen ; Kaplan                                 | Eriksen ; Hermansen ; Kaplan | 3:43     |
| 16.  | Worth It (Dame Esta Noche)                            | - Hamilton ; Eriksen ; Hermansen ; Kaplan                                 | Longueur totale:             | 55:54    |

Reflection - Édition deluxe japonaise
| Num. | Titre                              | Écrivain(s) | Producteur(s)                                | Longueur |
| ---- | ---------------------------------- | --- | -------------------------------------------- | -------- |
| 15.  | Don't Wanna Dance Alone            | - Ally Brooke Hernandez ; Camila Cabello ; Dinah Jane Hansen ; Lauren Jauregui ; Normani Kordei ; Bunetta ; Merrit | Bunetta                                      | 3:50     |
| 16.  | Miss Movin' On                     | - Mitch Allan ; Jason Evigan ; Lindy Robbins ; Julia Michaels                                                      | Allan ; Evigan                               | 3:14     |
| 17.  | Better Together                    | - Samuels ; Savan Kotecha ; Evigan ; Patrick James Bianco                                                          | Samuels                                      | 3:14     |
| 18.  | Who Are You                        | - Brooke ; Cabello ; Hansen ; Jauregui ; Kordei ; Bunetta ; PJ Bianco ; Nasri Tony Atweh                           | Bunetta                                      | 3:56     |
| 19.  | Leave My Heart Out of This         | - Evigan ; Tebey Solomon Ottoh ; Marcus Lomax ; Stefan Johnson ; Jordan Johnson                                    | S. Johnson ; J. Johnson ; Evigan             | 3:50     |
| 20.  | Me & My Girls                      | - Hernandez ; Cabello ; Hansen ; Jauregui ; Kordei ; Bunetta ; Bianco ; Beau Alexandrè Dozier ; John Ryan          | Bunetta ; Bianco ; Dozier ; Ilya Salmanzadeh | 3:24     |
| 21.  | I'm In Love with a Monster         | - Samuels ; Reece ; Mancuso ; Etienne ; Coulter                                                                    |                                              | 3:31     |
| 22.  | Miss Movin' On (Papercha$er Remix) | - Allan ; Evigan ; Robbins ; Michaels                                                                              | - Evigan ; Allan ; Papercha$er [c]           | 4:07     |
| 22.  | Miss Movin' On (Papercha$er Remix) | - Allan ; Evigan ; Robbins ; Michaels                                                                              | Longueur totale:                             | 77:46    |

Notes
- ^[a] signifie un coproducteur.
- ^[b] signifie un producteur vocal.
- ^[c] signifie un producteur de remix.

Crédits
- Like Mariah contient des éléments de la composition Always Be My Baby, écrit par Mariah Carey, Jermaine Dupri et Manuel Seal, Jr., interprété par Mariah Carey.
- We Know contient une partie de la composition A Dream, écrite par Bunny DeBarge, interprété par DeBarge.
- Body Rock contient une interpolation de (I've Had) The Time of My Life, écrit par John DeNicola, Donald Markowitz et Frankie Previte, interprété par Bill Medley et Jennifer Warnes.
- Brave Honest Beautiful contient une partie de la composition Bootylicious, écrite par Rob Fusari, Beyoncé Knowles, Kelendria Rowland, Falonte Moore et Stevie Nicks, interprété par Destiny's Child.

## Personnel
Crédits de Reflection d'après AllMusic'.
Directeur
- Danny D. - producteur exécutif
- Tim Blacksmith - producteur exécutif
- Dalia Glickman - A&R
- Michael Klein - A&R
- Jermaine Pegues - A&R
- Joey Arbagey - A&R

Voix
- Ally Brooke - chant, chant de fond
- Normani Kordei - chant, chant de fond
- Dinah Jane - chant, chant de fond
- Lauren Jauregui - chant, chant de fond
- Camila Cabello - chant, chant de fond
- Kid Ink - artiste en vedette
- Tyga - artiste en vedette
- Meghan Trainor - artiste en vedette

Visuels et images
- Fuko Chubachi - direction artistique, conception
- JP Robinson - direction artistique, directeur créatif
- Fatima Robinson - direction artistique, directeur créatif
- Ben Cope - photographie

Production
- Nate Alford - ingénieur
- Mike Anderson - ingénieur
- Henrique Andrade - assistant
- Tommy Brown - production
- Julian Bunetta - mixage, programmation, ingénieur
- Cirkut - production, programmation
- Maddox Chhim - assistant
- Daylight - ingénieur, production, programmation
- The Family - production
- Rachael Findlen - assistant
- Chris Flict Appari - production
- Serban Ghenea  - mixage
- Clint Gibbs - ingénieur
- Bradford H. Smith - assistant
- John Hanes - mixage
- Andrew Hey - ingénieur
- Jean-Marie Horvat - mixage
- Jonas Jeberg - production, production vocale
- Jonas Jeberg - ingénieur
- Jaycen Josha - mixage
- Samuel Kalandjian - mixage, ingénieur
- Ori Kaplan - production
- Ryan Kaul - assistant
- Daniel Kyriakides - ingénieur
- Matt Larson - assistant
- Aldo Lehman - ingénieur
- Joe London - ingénieur, production, programmation
- Dr. Luke - production programmation
- Harvey Mason, Jr. - production vocale
- Tim McClain - assistant
- Victoria Monét - production vocale
- Cameron Montgomery - assistant
- Mikkel S. Eriksen - ingénieur
- Stargate - production
- Tommy Parker - production vocale
- Taylor Parks - production vocale
- T-Collar - production, ingénieur
- J.R. Rotem - production
- Ricky Reed - ingénieur, production, programmation
- Benjamin Rice - ingénieur
- Irene Richter - coordination de la production
- Deon Sanders - production
- Travis Sayles - production
- Christopher Trujillo - ingénieur
- Miles Walker - ingénieur
- Brandon Wood - assistant
- Daniel Zaidenstadt - ingénieur

Musiciens
- Julian Bunetta - musicien
- Tor Erik Hermansen - instrumentation
- Cirkut - instrumentation
- Dr LUke - instrumentation
- Mikkel S. Eriksen - instrumentation
- Jonas Jeberg - instrumentation
- Darhyl "DJ" Camper, Jr. - claviers
- Kyle Townsend - piano
- Ori Kaplan - saxophone
- Daniel Kyriakides - corne

## Graphiques

### Tableaux hebdomadaires
| Graphique (2015)                              | Position |
| --------------------------------------------- | -------- |
| Albums Australiens (ARIA)                     | 16       |
| Albums Belges (Ultratop Flanders)             | 18       |
| Albums Belges (Ultratop Wallonia)             | 124      |
| Albums Brésiliens (ABPD)                      | 7        |
| Albums Canadiens (Billboard)                  | 8        |
| Albums Néerlandais (MegaCharts)               | 28       |
| Albums Finlandais (Suomen virallinen lista)   | 45       |
| Albums Français (SNEP)                        | 111      |
| Albums Irlandais (IRMA)                       | 23       |
| Albums Japonais (Physique seulement) (Oricon) | 85       |
| Albums Mexicains (AMPROFON)                   | 29       |
| Albums de Nouvelle-Zélande (RMNZ)             | 8        |
| Albums Norvégiens (VG-lista)                  | 24       |
| Albums Portugais (AFP)                        | 30       |
| Albums Écossais (OCC)                         | 19       |
| Albums Espagnols (PROMUSICAE)                 | 9        |
| Albums Suédois (Sverigetopplistan)            | 26       |
| Albums Suisses (Schweizer Hitparade)          | 69       |
| Albums Britanniques (OCC)                     | 18       |
| États-Unis Billboard 200                      | 5        |

### Tableaux de fin d'année
| Graphique (2015)         | Position |
| ------------------------ | -------- |
| États-Unis Billboard 200 | 48       |

## Certifications
| Région | Certification | Unités certifiées/ventes |
| --- | ------------- | ------------------------ |
| Brésil (Pro-Musica Brasil) | 2x Platine    | 80 000*                  |
| Philippines (PARI) | Platine       | 15 000*                  |
| Taiwan (RIT) | Platine       | 10 000*                  |
| États-Unis (RIAA) | Platine       | 1 000 000                |
| ^les chiffres d'expédition basés uniquement sur la certification *chiffres d'affaires+diffusion en fonction uniquement de la certification |               |                          |

## Historique des versions
Liste des dates de publication, montrant la région, le format de sortie et l'étiquette.
| Région      | Date            | Format                        | Etiquette          | Édition            | Réf.   |
| ----------- | --------------- | ----------------------------- | ------------------ | ------------------ | ------ |
| Pays-Bas    | 30 janvier 2015 | CD ; Téléchargement numérique | Epic ; Syco ; Sony | Standard ; de luxe | [ 93 ] |
| Canada      | 3 février 2015  | CD ; Téléchargement numérique | Epic ; Syco ; Sony | Standard ; de luxe |        |
| États-Unis  | 3 février 2015  | CD ; Téléchargement numérique | Epic ; Syco ; Sony | Standard ; de luxe |        |
| Royaume-Uni | 10 juillet 2015 | CD ; Téléchargement numérique | Epic ; Syco ; Sony | Standard ; de luxe |        |